# Pala vom seligen Nikolaus von Tolentino (Raffael)

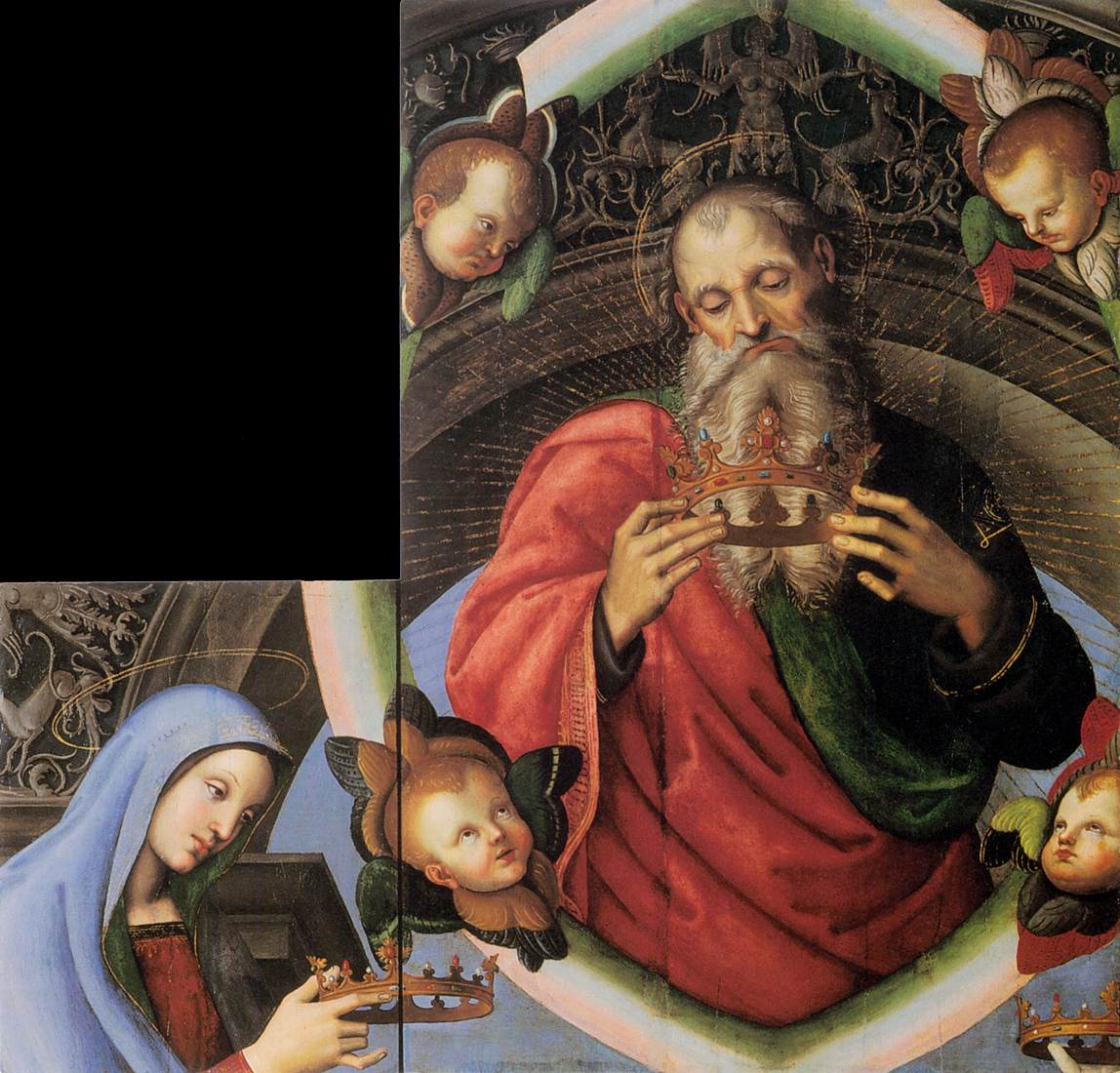
Fragmente der Altartafel aus dem Museo di Capodimonte, Neapel

Die Pala vom seligen Nikolaus von Tolentino, auch genannt Pala Baroncini, ist eines der frühesten Altarbilder von Raffael.

## Bilddaten
Gemalt um 1500 / 01
Öl auf Holz

## Geschichte des Bildes
Am 10. Dezember 1500 erhielten Raffael und Evangelista da Pian di Meleto gemeinsam den Auftrag, ein großes Altargemälde für die Kapelle Baronci in der Kirche des Heiligen Nikolaus von Tolentino in Città di Castello zu malen. Die Arbeiten für die Tafel wurden am 13. September des Folgejahres beendet. Dargestellt wurde der im Zentrum des Bildes stehende selige Nikolaus von Tolentino in einem Torbogen, dem der Teufel zu Füßen liegt. Um ihn herum stehen drei Engel mit Spruchbändern und oberhalb seines Kopfes befindet sich Gottvater, mit einer Krone in den Händen, umgeben von Engelsköpfen. Links daneben befindet sich Maria und der heilige Augustin, auch diese beiden tragen eine Krone in der Hand.
Während eines schweren Erdbebens im Jahre 1789 wurde das Gemälde so schwer beschädigt, dass man sich dazu entschloss, die Tafel zu zersägen und nur die intakten Teile aufzuheben. Noch im gleichen Jahr wurden die Fragmente von Papst Pius VI. für den Vatikan erworben, wo sie bis 1849 verblieben. Danach verliert sich ihre Spur für lange Zeit. Erst sehr viel später gelang es der Forschung, vier Fragmente der Haupttafel und zwei Predellentafeln nachzuweisen, die sich heute in verschiedenen Kunstsammlungen befinden:
- Fragmente der Haupttafel
  - Engel. 31 × 27 cm in Brescia, Pinacoteca Tosio Martinengo
  - Maria. 51 × 41 cm, Neapel, Museo di Capodimonte
  - Gottvater. 112 × 75 cm, Neapel, Museo di Capodimonte
  - Engel. 57 × 36 cm, Paris, Musée National du Louvre

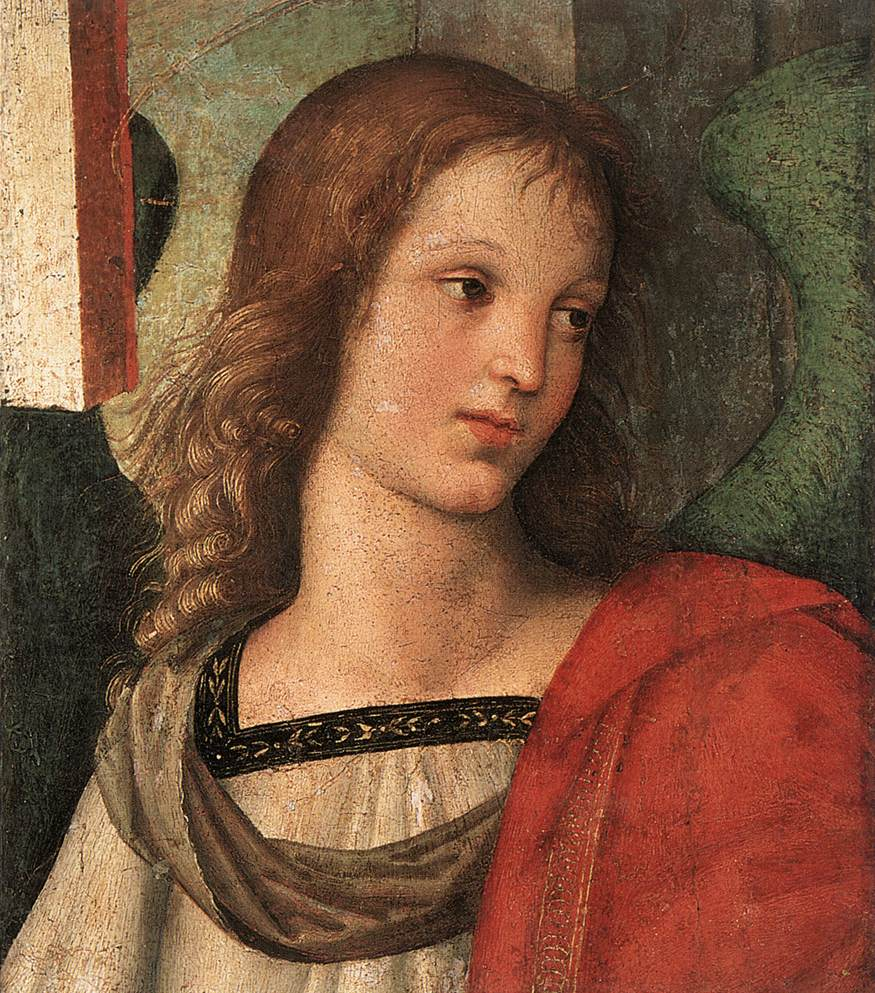
Engel, Fragment der Pala, Brescia,
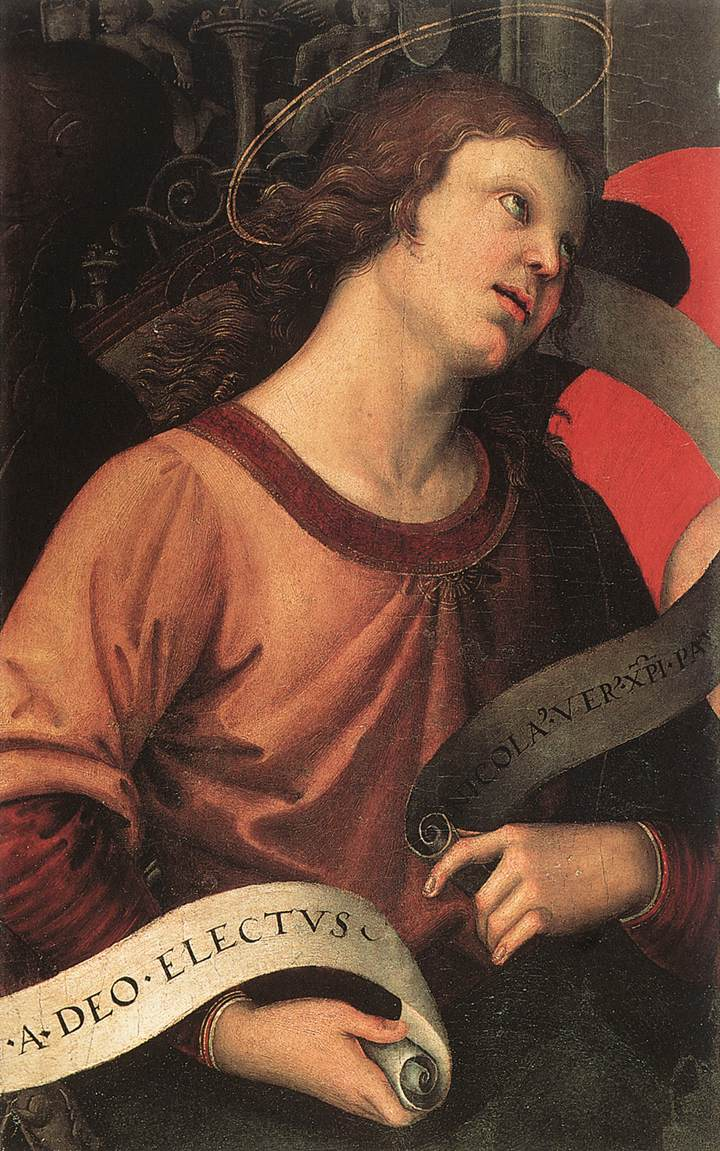
Engel, Fragment der Pala, Paris,

- Predellentafeln
  - Der selige Nikolaus von Tolentino erweckt zwei tote Tauben. Detroit, Institute of Art
  - Der selige Nikolaus von Tolentino rettet ein ertrinkendes Kind. Detroit, Institute of Art

Eine Vorstellung des Hauptbildes bietet heute eine Kopie aus dem 18. Jahrhundert, die sich in der Pinacoteca civica in Città di Castello befindet. Vorbereitende Zeichnungen befinden sich in Lille (Musée des Beaux-Arts) und Oxford (Ashmolean Museum). Anhand dieser Zeichnungen geht die Forschung heute davon aus, dass der Entwurf des Altars ganz auf Raffael selbst zurückgeht, wohingegen die Ausführung eine Gemeinschaftsarbeit von Raffael und Evangelista da Pian di Meleto ist. Während Raffael wahrscheinlich die Haupttafel malte, scheinen die Predellentafeln eine Arbeit von Evangelista da Pian die Meleto zu sein.